# Lam Research
Lam Research Corporation er en amerikansk leverandør af udstyr til fremstilling af waffere og relaterede services i halvleder-mikrochip-industrien.
Lam Research blev etableret i 1980 af Dr. David K. Lam og har hovedkvarter i Fremont, Californien.